# Kamienica Wojnarowicowska w Krakowie
Kamienica Wojnarowicowska – zabytkowa kamienica znajdująca się w Krakowie, w dzielnicy I Stare Miasto przy ulicy Grodzkiej 25, na Starym Mieście.

## Historia kamienicy
Kamienica została wybudowana w połowie XIV wieku. Jej pierwszym właścicielem był Heynco Srielle. W XVI wieku została przebudowana. W 1647 po raz pierwszy pojawia się w źródłach nazwa Kamienica Wojnarowicowska, pochodząca od nazwiska ówczesnego właściciela. W 1825 dom został zakupiony przez Antoniego Kieresa, na którego zlecenie został przebudowany w 1831 i 1841. Kamienica spłonęła podczas wielkiego pożaru Krakowa w 1850. Została odbudowana w tym samym roku. Od 1910 jest własnością komunalną.
10 marca 1966 kamienica została wpisana do rejestru zabytków. Znajduje się także w gminnej ewidencji zabytków.